# Bourbonnais (habitants)
Pour les articles homonymes, voir Bourbonnais.
Les Bourbonnais sont les habitants du Bourbonnais, une région historique française qui est aussi un ancien duché français disparu en 1790.
L'étendue de son territoire correspond principalement au département de l'Allier, division administrative dans laquelle le gentilé Bourbonnais continue d'être employé pour désigner ses habitants. L'appellation actuelle du département de l'Allier dans la communication et le logo du conseil départemental est « Allier - Bourbonnais ».
Ceux-ci sont au nombre de 337 988 en 2017 et constituent par ailleurs une part du peuple français.

## Ethnonymie
Bourbonnais, qui s'écrivait anciennement Bourbonnois, provient de Bourbon, nom de la seigneurie qui tire son nom de la localité de Bourbon-l'Archambault. Depuis au moins le XVIIIe siècle, les Bourbonnais sont également appelés Bourbonnichons. Par ailleurs, le terme Bourbonnistes est employé pour désigner les partisans des Bourbons à une époque où leur nom est proscrit en France.
Une enquête de 2001 réalisée auprès de la population du département de l'Allier, montre que 50 % des habitants se définissent comme Bourbonnais et 35 % comme habitants de l'Allier. En 2018, lors de la consultation publique « Allier 2021, imaginons demain », 70 % des sondés estiment que Bourbonnais est le gentilé idéal. D'autre part, les principaux autres noms alors utilisés pour désigner les habitants sont Élavérins,, et Alliérins,. Le 18 octobre 2018, les noms de Bourbonnais et Bourbonnaise sont finalement officialisés par le conseil départemental.

### Proverbe et sobriquet
Selon Alfred Legoyt, les bourgeois avaient une tendance démesurée à excéder la limite de leur revenu et même à attaquer la plus pure substance du capital. Aussi, grandes et petites, toutes les maisons étaient-elles à la lettre criblées de dettes. De là le vieux proverbe : « Bourbonichon, habit de velours, ventre de son ». Par ailleurs, dans la première moitié du XIXe siècle, les citadins de Moulins appellent « pieds de loups » les émigrants auvergnats qui passent par leur ville ; cela à cause de raisons concernant l'industrie et le commerce.

### Origines

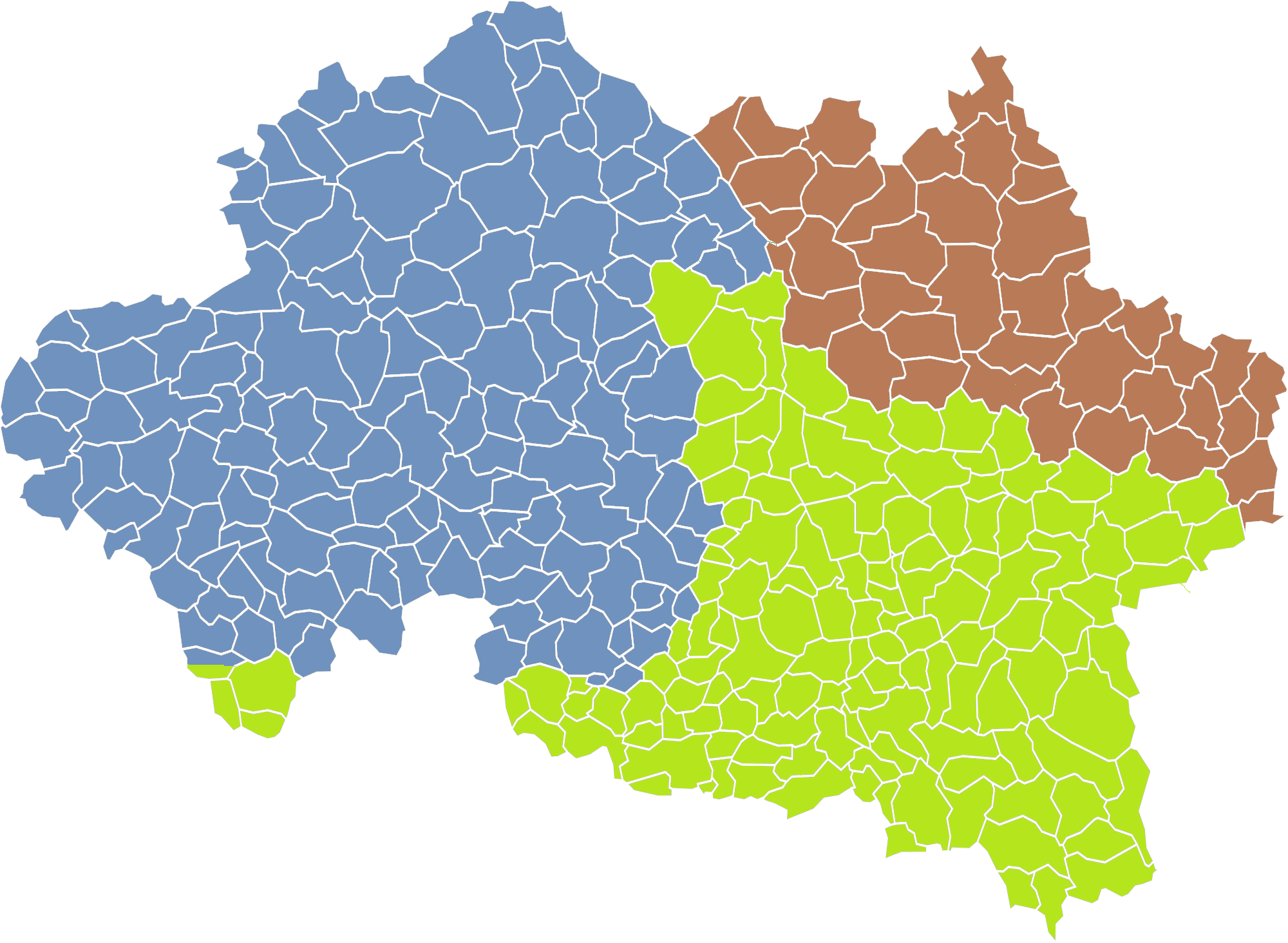
Les peuples gaulois dans l'Allier à l'âge du fer. Vert : Arvernes, marron : Éduens, bleu : Bituriges.

## Anthropologie

### XVIIeetXVIIIesiècles
Un écrivain du XVIIe siècle décrit de la manière suivante les bourgeois citadins : les habitants de Gannat, dit-il, ont conservé la grossièreté et l'impolitesse des Auvergnats, mais comme eux ils sont actifs et laborieux. Les citadins de Bourbon, Moulins et Vichy, continue-t-il, sont pleins de bonnes manières et de civilité, il se polissent dans le commerce qu'ils ont avec les gens de qualité. Un autre écrivain du XVIIe siècle écrit que l'esprit du bourgeois bourbonnais ressemble à la terre du pays qui est légère et qu'il en est de l'instabilité de ses opinions comme de la rivière d'Allier, qui prend et rend successivement aux riverains les terres que ses eaux détachent.
Avant la Révolution, il y avait en Bourbonnais d'une part d'innombrables châtellenies ; de l'autre une foule de fondations pieuses, cloitres, abbayes, prieurés et maisons monastiques de tous les ordres. Vassal à la fois des barons et des religieux, le paysan vivait de cette double féodalité. Quand la Révolution vint l’émanciper et lui fournir les moyens d'avoir sa part de ce sol qu'il avait longtemps cultivé pour un maître, il ne sut ni ne put en profiter et la propriété presque tout entière passa entre les mains de la grande et petite bourgeoisie.
En 1789, selon Jacques-Antoine Dulaure, les Bourbonnais diffèrent à plusieurs égards de leurs voisins les Auvergnats : ces derniers sont « actifs, laborieux, entreprenants et poussent quelquefois la franchise jusqu’à la brusquerie ». Alors que les Bourbonnais sont « tranquilles, paresseux, insouciants, cajoleurs et ils prétendent être agréables ».

### XIXesiècle
Bourgeois
La bourgeoisie du Bourbonnais se divise, selon M. Legoyt, en deux catégories distinctes : celle qui vit dans ses domaines et celle qui habite les villes. Cette division est essentielle et elle repose sur des différences fondamentales. Néanmoins elles ont aussi, dit-il, des points communs : un caractère facile et doux, une grande affabilité, un esprit hospitalier et généreux, une impressionnabilité ardente, une rare mobilité d'idées et une fierté imperturbable via leur arbres généalogiques dont les racines s'enfoncent de plusieurs siècles dans le passé.
Citadins
Les habitants des villes, dit Abel Hugo, se montrent sociables entre eux et empressés de faire accueil aux étrangers. Lors de réunions, les hommes s'y distinguent par des manières affables et polies et les femmes par une conversation spirituelle facile et piquante.
Femmes
En Auvergne, la loi romaine avait institué l’infériorité sociale de la femme ; en Bourbonnais, pays de coutume, elle fut de tout temps l'égale du mari. C'est elle qui dispose de la bourse commune, ordonne les dépenses et jouit de toutes les autres prérogatives du pouvoir marital. Elle se charge de toutes les missions difficiles dans lesquelles la fierté ou la faiblesse de son mari pourraient succomber et les accomplit avec bonheur. C'est elle qui, a la Saint-Martin, fait renouveler le bail, qui va chercher de l'ouvrage pour elle et son homme. Enfin, c'est elle qui le défend dans tous les litiges qui peuvent s'élever entre lui et le bourgeois ou les voisins.
En revanche, la femme de la montagne bourbonnaise est à cette époque inférieure au mari, elle le sert a table et n'y prend place qu'après lui.
Paysans
D'après Abel Hugo, les paysans de l'Allier sont doux, honnêtes et économes, très attachés à leurs anciens usages, dévoués à leurs familles et religieux jusqu'à la superstition mais charitables envers les pauvres et disposés à pratiquer l'hospitalité. Malgré leur tranquillité apparente, ils sont vifs, gais et adonnés aux plaisirs.
Selon un écrivain de l'Allier, les habitants des campagnes sont moins civilisés que ceux de la ville, on leur reproche d'être tracassiers et d'aimer les procès. Jaloux les uns des autres, les haines qu'ils se portent ne sont ni héréditaires ni de longue durée et cèdent assez tacitement à des moyens de conciliation. Les vengeances vont rarement jusqu'à l'effusion du sang ; elles se bornent le plus souvent au ravage d'un champ, d'un jardin, ou à la destruction d'un arbre. Accablés de travaux sur un sol qui ne leur offre que de faibles moyens de subsistance, ils sont cependant très attachés au lieu qui les a vus naître. Les grains qu'ils récoltent, le charbon qu'ils fabriquent, le beurre et le fromage qu'ils préparent, sont les principales ressources du plus grand nombre. Le gain qu'ils peuvent retirer de ces produits de leur industrie, paraît suffire à leurs besoins ; peu vont chercher au dehors la fortune qui les oublie. Un reproche qui pourrait leur être adressé, dit l'auteur, c'est leur obstination dans certaines pratiques routinières qu'il a été, jusqu'à environ 1835, presque impossible de vaincre. Il leur serait indiqué en vain de nouveaux procédés agricoles, ils cultivent comme faisaient leurs pères. Par ailleurs, la nature leur a donné des formes moins belles qu'aux habitants de la ville, cela est vrai dans plusieurs localités, mais pas dans tout le département.
Le paysan des environs de Ferrière, dit M. Legoyt, est un homme de haute taille, aux traits rudes, à l'œil grave et à la force athlétique. Il est selon lui généreux, hospitalier, mais violent et vindicatif. Le montagnard bourbonnais n’a guère qu'une seule industrie vers 1842 : propriétaire de quelques arpents de terrain dans les bois de sapin qui couronnent la montagne, il fabrique des coffres, des tables et d’autres meubles qu’il va vendre à Thiers, Gannat et Cusset. Le montagnard bourbonnais a peuplé de légendes les moindres ruines, les moindres rochers de sa montagne. À l'exemple du paysan de la plaine, il croit au diable et aux fées, aux démons et aux mauvais génies.
Propriétaires
La classe des petits propriétaires est très nombreuse en Bourbonnais vers 1842 et ils résident presque tous dans leurs domaines. Ce sont généralement d'anciens négociants qui se sont retirés avec 12 à 1 500 livres de revenu avec lequel ils s'estiment comblés et à la suite de quoi ils ont une vie faite de flânerie et de plaisir, dans laquelle ils « devisent du tiers et du quart ». Il arrive qu'ils soient maire, adjoint au maire, ou capitaine de la garde nationale. D'autre part, dans ses relations avec le paysan, le petit propriétaire est tout patriarcal. Le gros propriétaire n'a ni les défauts ni les qualités du petit indique M. Legoyt, celui-ci est un homme politique dans les diverses acceptions du mot : il thésaurise, il spécule, il est membre d'une bande noire particulière au pays et dont les opérations consistent à prêter à forts intérêts à un paysan pauvre qu'on est certain d'exproprier à l'échéance, faute de paiement. Les gros propriétaires dépouillent ainsi régulièrement le peu de paysans propriétaires que renferme la région à cette époque. Du reste, ces messieurs se marient entre eux, ne voient qu'eux, n'estiment qu'eux et sont essentiellement conservateurs.

### XXeetXXIesiècles
À la suite de la création des régions administratives dans la seconde moitié du XXe siècle, le département de l'Allier est intégré dans la région Auvergne. Depuis lors, les Bourbonnais sont confondus avec les Auvergnats puisque le gentilé de ladite région étant Auvergnats. La population bourbonnaise représente environ 25 % des habitants de l'Auvergne administrative au début du XXIe siècle.
En 2016, d'après le périodique La Montagne, le fait de se sentir Bourbonnais ou Auvergnat dépend des zones géographiques du département.
En 2019, selon Claude Riboulet, lorsqu'on demande à un Bourbonnais s’il se sent Auvergnat, ce n'est pas le cas ; il ajoute que « dans l’Allier, on sait ce qu’on n’est pas, Auvergnat, mais on ne sait pas ce qu’on est ».

## Langue
Vers 1835, on parle généralement le français dans le département de l'Allier d'après Abel Hugo. Le langage du peuple des villes est assez correct, mais la prononciation y est lourde et lente, surtout sur les finales. Quant aux habitants des campagnes, ils « estropient le français » (standard) auquel ils mêlent un assez grand nombre de locutions vicieuses et d'expression surannées.
Le terme « bourbonnais » est ambigu : il peut désigner aussi bien les parlers du Croissant du sud du département (langue intermédiaire langue d'oc / langue d'oïl) que les parlers français (langue d'oïl) de la moitié nord du Bourbonnais,. Il est néanmoins généralement utilisé pour désigner les parlers d'oïl.

## Religion
Leur saint patron est historiquement Gilbert de Neuffonts.

## Costumes

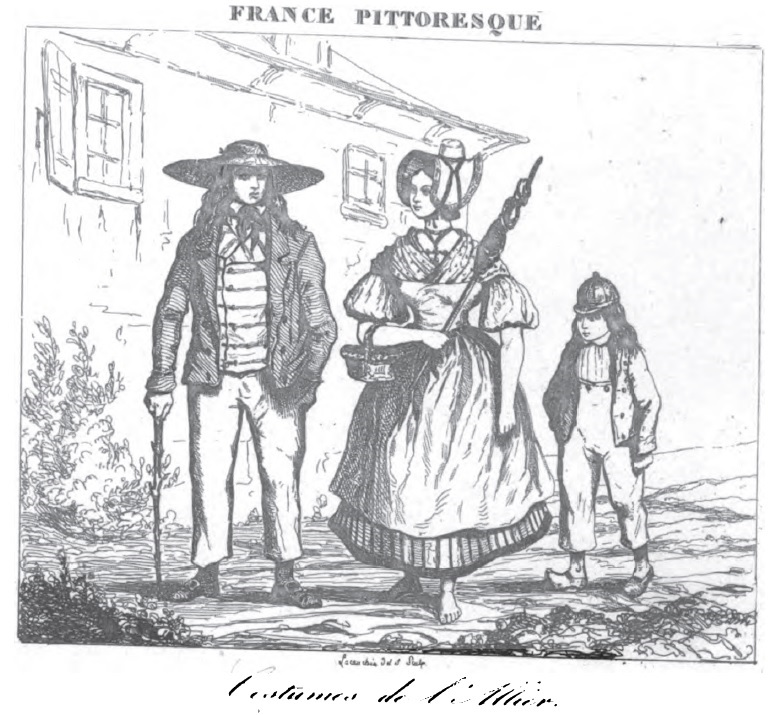
Costumes de l'Allier du XIXe siècle.
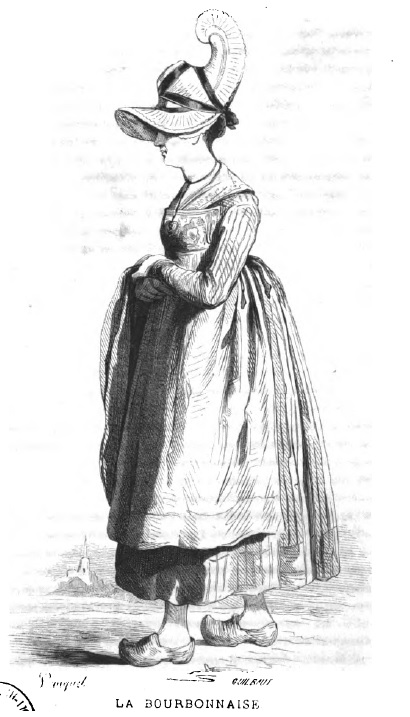
Une Bourbonnaise du XIXe siècle.
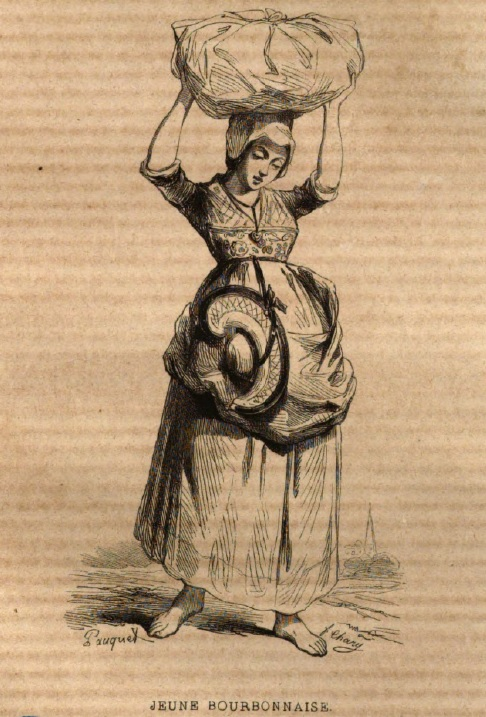
Une jeune bourbonnaise du XIXe siècle.

### Costume masculin
L'habillement des habitants de la campagne est simple et commode vers 1835 : une veste ronde, de larges pantalons, des sabots ou de gros souliers, un chapeau a larges bords d'où s'échappent les mèches flottantes de leurs longs cheveux, tel est le costume habituel des hommes d'alors. Le paysan des environs de Ferrière portait autrefois une longue blouse blanche et un large chapeau dont il relevait les bords par devant. En 1842 il a remplacé la blouse par une veste blanche à basques très courtes ornée de quatre rangées de boutons métalliques à quatre ou dix boutons par rangée ; le gilet est rouge. Quand il descend en ville, il porte un court et noueux rotin, attaché à l'une des boutonnières de sa veste. Dans les bois de sapin — où il passe presque toute sa vie et contracte des habitudes d'indépendance — on le voit toujours coiffé du véritable bonnet phrygien.
À la même époque, lors des jours de fête, le paysan bourbonnais porte une large veste ronde en gros drap gris, ainsi qu'un chapeau rond à forme basse et à rebords larges. Le gilet de couleur grise ou rouge est fermé par des boutons métalliques. La culotte, de même étoffe que la veste, s'arrête aux genoux et de longues guêtres, retenues par une jarretière bleue ou rouge, descendent jusqu'au pied. Quelques paysans ont des ceintures de cuir, d'autres les portent en étoffe de laine rouge.

### Costume féminin
Le costume des femmes, vers 1835, est comme suit : leurs robes, à taille courte et à gros plis, sont de couleurs vives (rouges communément), dont l'éclat est rehaussé par un tablier blanc. Leurs vastes chapeaux — dont la forme relevée en arrière et par-devant ressemble à celle d'un bateau — sont noués sous le menton. Les femmes de la montagne ont vers 1842 une robe à corsage et une jupe dont les plis forment un bourrelet derrière la taille ; les manches descendent un peu au-dessous du coude (le reste de l'avant bras est nu) ; le bonnet est orné de barbes relevées en mitre que l'on laisse tomber sur les épaules dans certaines cérémonies, aux enterrements par exemple.
Ailleurs dans le bourbonnais, toujours vers 1842, elles portent une robe de couleur retenue à un corsage de même étoffe, des manches collantes et fermées au poignet par un bracelet de velours, quelquefois par une garniture de dentelle. Elles s'attachent au-dessus des hanches, presque sous les bras, un tablier de cotonnade rouge et sur la poitrine un morceau d'étoffe de couleur variée qui s'appelle la « pièce » et qui continue le tablier. Le cou et les épaules sont cachés par un fichu. La paysanne relève assez souvent sa robe sur le côté droit et découvre un jupon de couleur.
La coiffure est un chapeau de paille à forme basse dont l'arrière se retourne en volute ; l'intérieur est garni de soie rose ou de velours, les rubans sont en paille ouvrée ou en velours. La paysanne riche et coquette porte une dentelure de paille autour de son chapeau. La volute du chapeau va diminuant, à mesure que l'on se rapproche de la partie montagneuse de la région et finit par se réduire à une simple plaque de paille appliquée sur le fond du chapeau. Quelques paysannes n'ont point de chapeau et portent un bonnet à barbes tombantes sur le dos ou relevées sur le front. Les cheveux sont réunis en chignon épais sur la nuque et attachés par un cordon ou un petit peigne. Une croix, mais plus souvent un cœur en or ou en argent, suspendus à un ruban de velours, complètent le costume.

## Anciens usages et coutumes
Période de gestation
Dès que la grossesse de sa femme est déclarée, le paysan s'empresse de porter au sacristain le prix d'une messe d'heureuse recouvrance. Quelques mois après, il fera dire également une messe de bonnes relevailles. Pendant l'accouchement, le lit de la patiente est entouré de ses amies qui l'encouragent et la consolent. Elle est en outre assistée d'une ou deux matrones et quelquefois de la sorcière du village. Il va sans dire que le médecin a été écarté avec soin et que les philtres et les breuvages mystérieux ont été préférés aux soins éclairés du praticien. À peine relevée de son accouchement, la paysanne se rend à l'église, entend la messe et dépose une pièce de monnaie a l'offrande.
Baptêmes
Si le parrain est généreux — et il l'est souvent, au moins par amour-propre — il fait sonner la cloche et jette à la foule en sortant de l'église des pièces ou des dragées. Quand on sait dans le village que le parrain est riche, le cortège se grossit en marchant d'un grand nombre de jeunes garçons armés de fusils, qui brûlent leur poudre dans l'espérance d'une gratification qui ne leur est jamais refusée.
Mariage
Dans la montagne bourbonnaise, quand un garçon va demander une fille en mariage, l’ami qui l’accompagne doit s'armer d'un bâton dont il aura eu soin de brûler les deux bouts car sans cette précaution la demande ne serait pas accueillie. Le futur marié, quand il va inviter les parents à la noce, doit en entrant dans chaque maison secouer la crémaillère. Le jour du mariage, plusieurs couples se rencontrent à l'église et malheur à celui qui sortira le dernier, car il aura irrévocablement et cela toute l'année quelque douloureuse ou repoussante maladie. À l'issue de la messe nuptiale, le cortège se mêle et tous les gens de la noce s’embrassent cordialement. De retour à la maison, ils doivent goûter avec la même cuiller et à commencer par la jeune mariée, à une soupe fort poivrée que leur présente la maîtresse du logis sur le seuil de la porte.
Concernant les paysans bourbonnais, quand un garçon a fait son choix, il se rend à la veillée chez les parents de la fille et emmène avec lui le gourlaud, personnage officieux chargé d'exposer la demande du prétendant et de discuter les dots respectives. Le gourlaud porte en signe de sa mission ou une branche d’arbre a la main, ou un bouquet de sauge à son habit. À leur arrivée, la ménagère met la poêle au feu : « est-ce pour une omelette ? » la demande sera refusée ; « est-ce pour une farinade (large beignet) ? » elle sera accueillie. Quand les paroles ont été échangées, les fiancés se rendent à l'église avec leurs parents. Le prêtre officie et à la fin de la messe les jeunes gens font un nœud. C'est-à-dire qu'ils s'engagent par serment à ne pas contracter d'autre mariage avant un délai d'un an et un jour.
Celui des fiancés qui violerait cette promesse serait honni dans tout le village, ou plutôt il trouverait difficilement à entrer dans une autre famille, le serment des fiançailles recevant toujours la plus grande publicité. La veille des noces est, dans certaines localités, l'occasion d'une cérémonie tout empreinte des mœurs de l'ancienne Grèce.
Les fêtes du mariage ne sont pas les mêmes pour toutes les parties du Bourbonnais ; on y trouve, dans cette circonstance, divers usages.
Nuit du premier mai
Pendant la nuit du premier mai, les jeunes gens se rassemblent en troupe et parcourent les villages en chantant à chaque porte, tel un « noël amoureux sur le printemps ». On les remercie en leur donnant des œufs et du lard, quelques garçons saisissent cette occasion pour déposer un bouquet de fleurs des champs à la porte de leur maîtresse.
Fête-Dieu
À l'octave de la Fête-Dieu, chaque famille fait bénir une couronne de fleurs et de coquilles d'œufs et lorsqu’un orage éclate, il suffit pour le conjurer de jeter au feu la couronne ou une coquille. Si le charme ne réussit pas, le paysan tire des coups de fusil sur la nuée pour en chasser le génie malfaisant qui la dirige. Cependant, dans la pensée du paysan, ce mauvais génie est souvent un prêtre. Il attribue en effet au curé d'étroites relations avec le diable et lui suppose le pouvoir de déchaîner les orages à son gré. Doué d’une piété particulière, il tremble sous sa parole et se prosterne des heures entières sur la dalle des églises. Mais si, dans des temps de sécheresse ou de débordement, les saints qu’il invoque ne ramènent pas un temps favorable, il traînera leur châsse dans la boue ou cessera de leur porter, à l’époque de leur fête, le tribut de fleurs accoutumé.
Fête patronale
La fête patronale en Bourbonnais s'appelle l'« assemblée » ou l'« apport ». Comme partout, l'apport est le grand jour du paysan. Il économise dès longtemps pour pouvoir y paraître dignement. Le paysan bourbonnais sait d'ailleurs qu'il dansera sous les yeux des bourgeois dont les filles peut-être lui feront l'honneur de le choisir pour cavalier, il veut donc que sa bonne tournure soit remarquée et appréciée en haut-lieu. La foire a ordinairement lieu le jour de la fête et jusqu'à midi les affaires occupent l'attention générale, le champ de foire finit par être envahi par les danseurs qui en chassent les derniers marchands et la fête commence.
Danses
Le caractère des danses bourbonnaises est très varié, la plus répandue est la bourrée, viennent ensuite par ordre de popularité : la montagnarde, la valse, la courante, la boulangère, le peloton, la sauteuse et les moutons,. Le paysan danse communément au son de la cornemuse et de la vielle. Le paysan propriétaire a des violons et des clarinettes et il ne danse jamais sur la place publique.

## Migrations et diaspora
La population bourbonnaise a entre autres migré en France et en Algérie au XXe siècle.